# Dodona windu
Dodona windu är en fjärilsart som beskrevs av Hans Fruhstorfer 1894. Dodona windu ingår i släktet Dodona och familjen Riodinidae. Inga underarter finns listade i Catalogue of Life.